# Jackarby
Jackarby är en by och egendom i Borgå, Nyland, finska Jakari.
Jackarby gård var säte för släkten Ramsay där Anders Erik Ramsay (f. 1638) tillsammans med sönerna Alexander Wilhelm och Johan Carl byggde upp den under kriget nerbrunna gården till herrgård.